# شهرستان اسپوکن (واشینگتن)
شهرستان اسپوکن، واشینگتن (به انگلیسی: Spokane County, Washington) یک شهرستان در ایالات متحده آمریکا است که در ایالت واشینگتن واقع شده‌است.

## خصوصیات
شهرستان اسپوکن ۴٬۶۱۲٫۷۹ کیلومترمربع مساحت دارد.